# Adamov (okres Kutná Hora)
Obec Adamov (německy Admannsdorf) se nachází v okrese Kutná Hora, kraj Středočeský. Žije zde 136 obyvatel. Leží 7 kilometrů jižně od Čáslavi, 14 kilometrů jihovýchodně od Kutné Hory a 32 kilometrů jihozápadně od Pardubic. V údolí při východním okraji obce protéká říčka Brslenka, na horním toku nazývaná také Čáslavka, která je levostranným přítokem řeky Doubravy.

## Historie
Obec byla založena v roce 1784 Janem Adamem Auerspergem pro dělníky z přádelny v nedalekých Tupadlech. Osada byla vybudována uprostřed lesů a sestávala z dřevěných domů, postavených na pravidelném půdorysu. Rovněž první písemnosti o obci pochází z roku 1784.

### Územněsprávní začlenění
Dějiny územněsprávního začleňování zahrnují období od roku 1850 do současnosti. V chronologickém přehledu je uvedena územně administrativní příslušnost obce (osady) v roce, kdy ke změně došlo:
- do 1849 země česká, kraj Čáslav
- 1850 země česká, kraj Pardubice, politický okres Kutná Hora, soudní okres Čáslav[5]
- 1855 země česká, kraj Čáslav, soudní okres Čáslav
- 1868 země česká, politický i soudní okres Čáslav
- 1939 země česká, Oberlandrat Kolín, politický i soudní okres Čáslav[6]
- 1942 země česká, Oberlandrat Praha, politický i soudní okres Čáslav[7]
- 1945 země česká, správní i soudní okres Čáslav[8]
- 1949 Pardubický kraj, okres Čáslav[9]
- 1960 Středočeský kraj, okres Kutná Hora
- 2003 Středočeský kraj, obec s rozšířenou působností Čáslav

## Obyvatelstvo
| Rok            | 1869 | 1880 | 1890 | 1900 | 1910 | 1921 | 1930 | 1950 | 1961 | 1970 | 1980 | 1991 | 2001 | 2011 | 2021 |
| -------------- | ---- | ---- | ---- | ---- | ---- | ---- | ---- | ---- | ---- | ---- | ---- | ---- | ---- | ---- | ---- |
| Počet obyvatel | 464  | 471  | 463  | 457  | 404  | 375  | 301  | 231  | 226  | 198  | 152  | 122  | 113  | 112  | 131  |
| Počet domů     | 55   | 56   | 55   | 63   | 65   | 67   | 65   | 68   | 66   | 57   | 47   | 49   | 73   | 71   | 73   |

## Obecní správa
V letech 1869–1950 spadala jako osada pod obce Bratčice, v letech 1961–1990 příslušela k Tupadlům. 24. listopadu 1990 se stala samostatnou obcí.

## Doprava
Dopravní síť

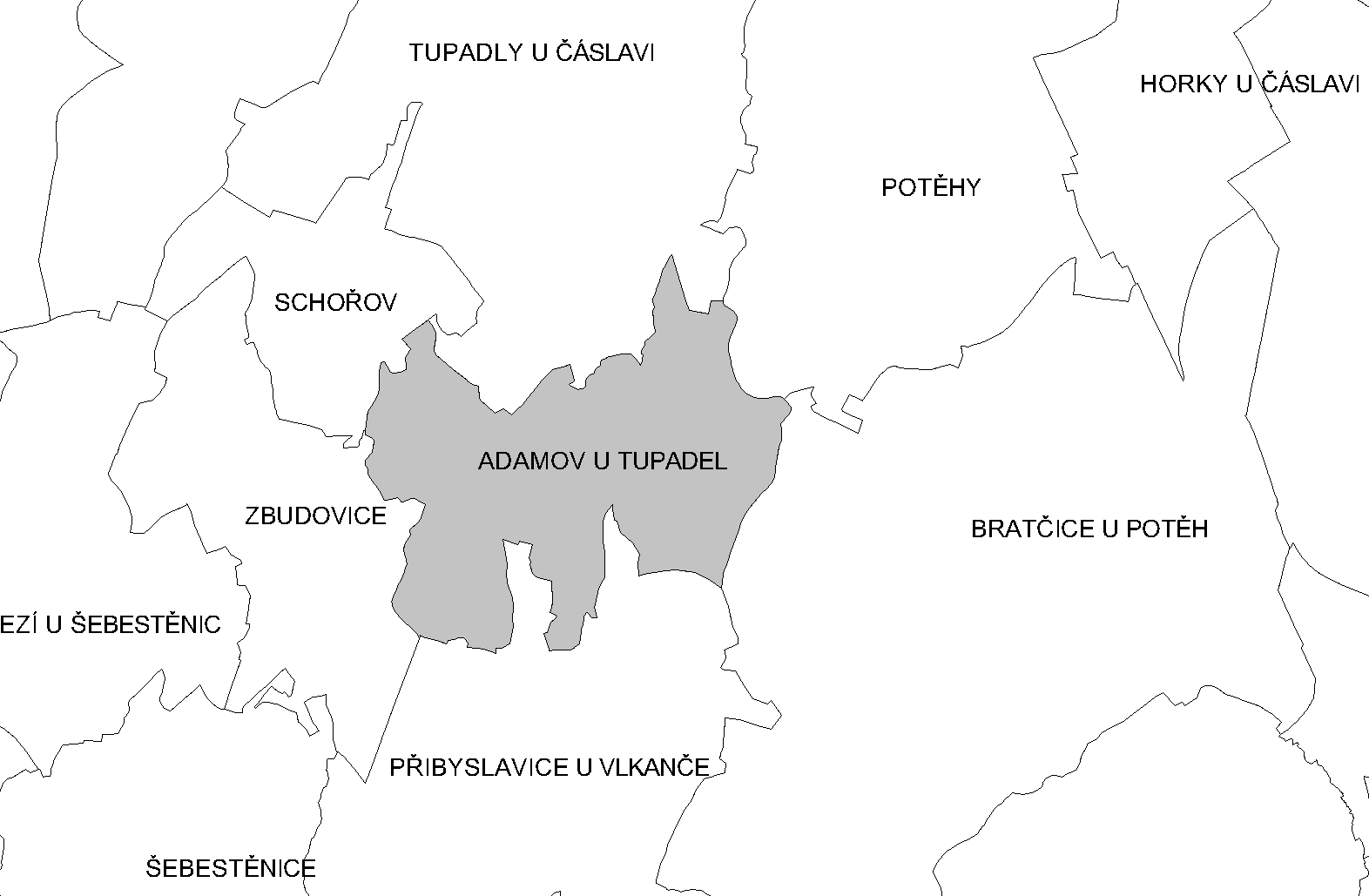
Katastrální území Adamova

- Pozemní komunikace – Do obce vedou silnice III. třídy. Ve vzdálenosti 2 km lze najet na silnici I/38 Jihlava - Havlíčkův Brod - Čáslav - Kolín.

- Železnice – Železniční trať ani stanice na území obce nejsou.

Veřejná doprava 2011
- Autobusová doprava – V obci měly zastávky příměstské autobusové linky Adamov-Čáslav (v pracovních dnech 3 spoje), Čáslav-Žleby (v pracovních dnech 1 spoj) a Čáslav-Zbýšov-Zbýšov,Chlum (v pracovních dnech 4 spoje) (dopravce Veolia Transport Východní Čechy, a. s.). O víkendu byla obec bez dopravní obsluhy.

## Galerie

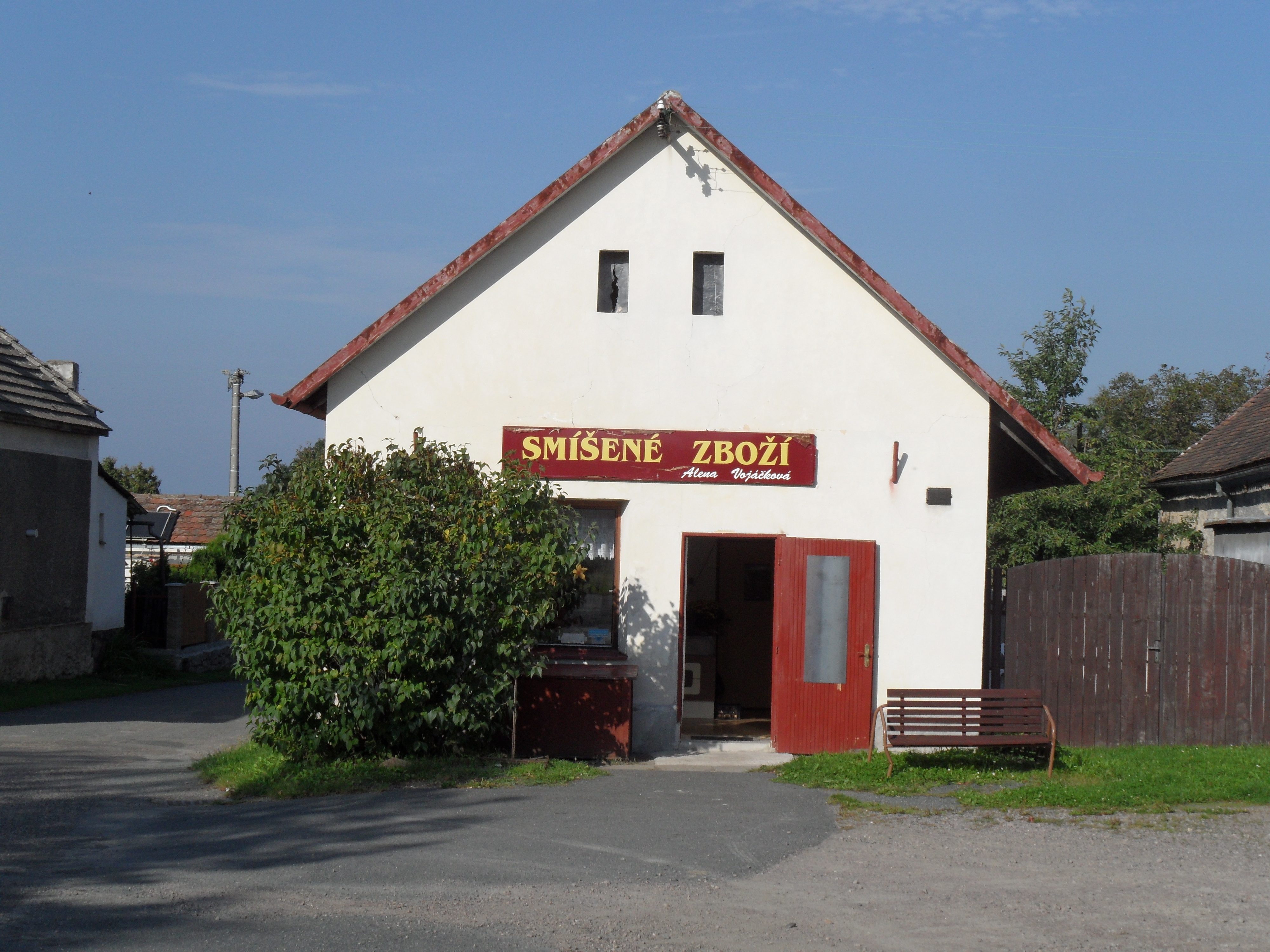
Smíšené zboží
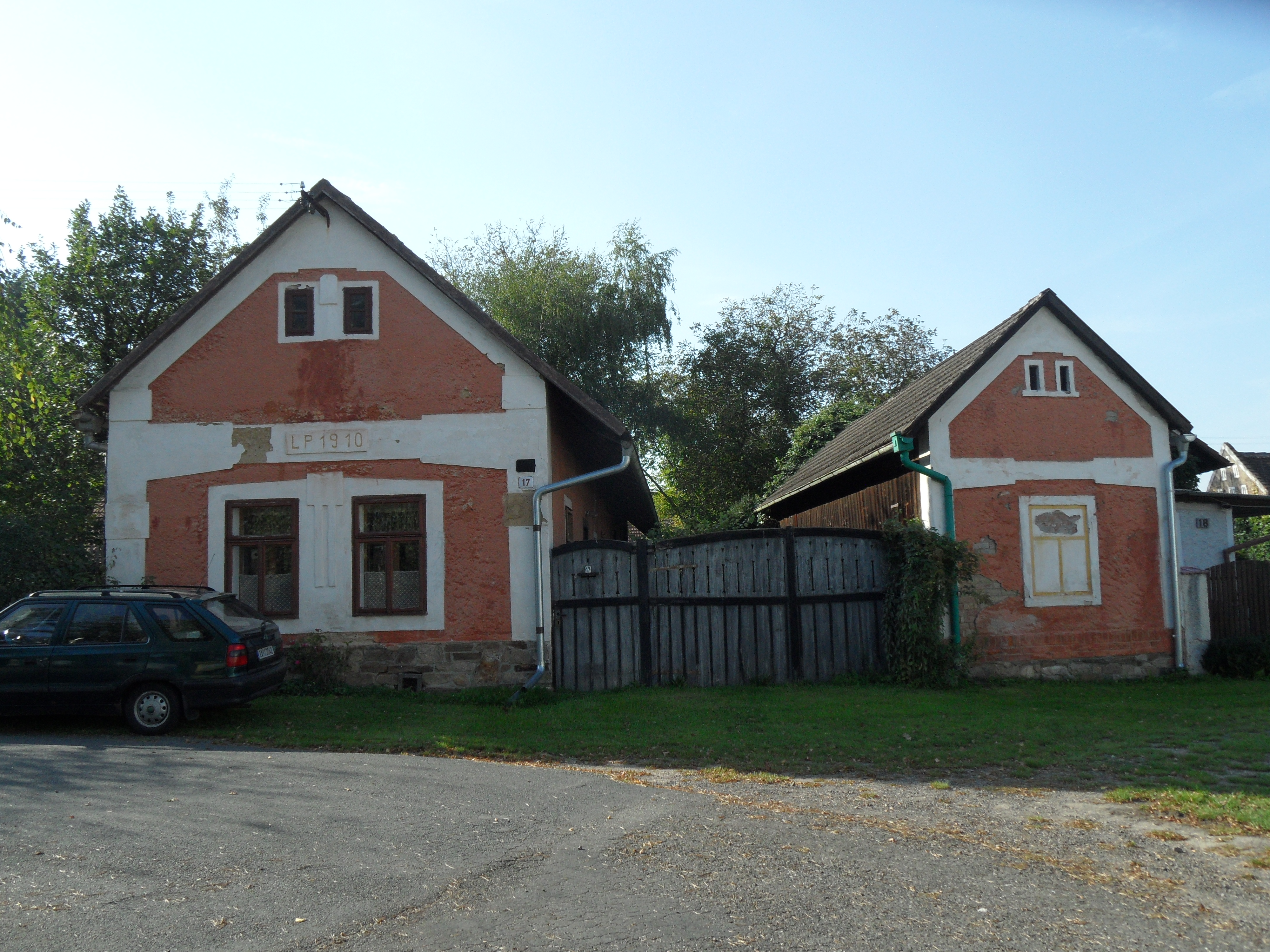
Dům z roku 1910
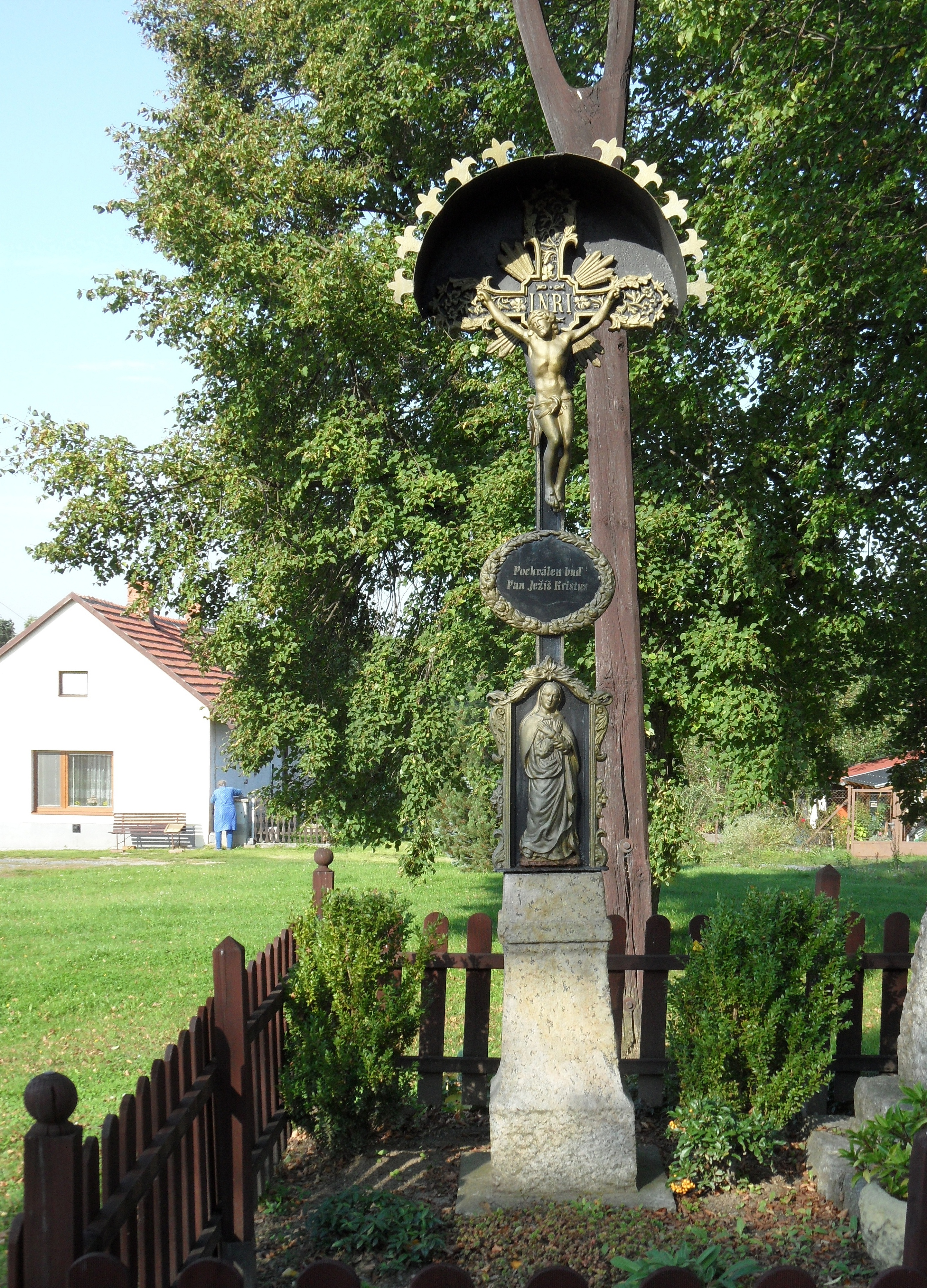
Křížek
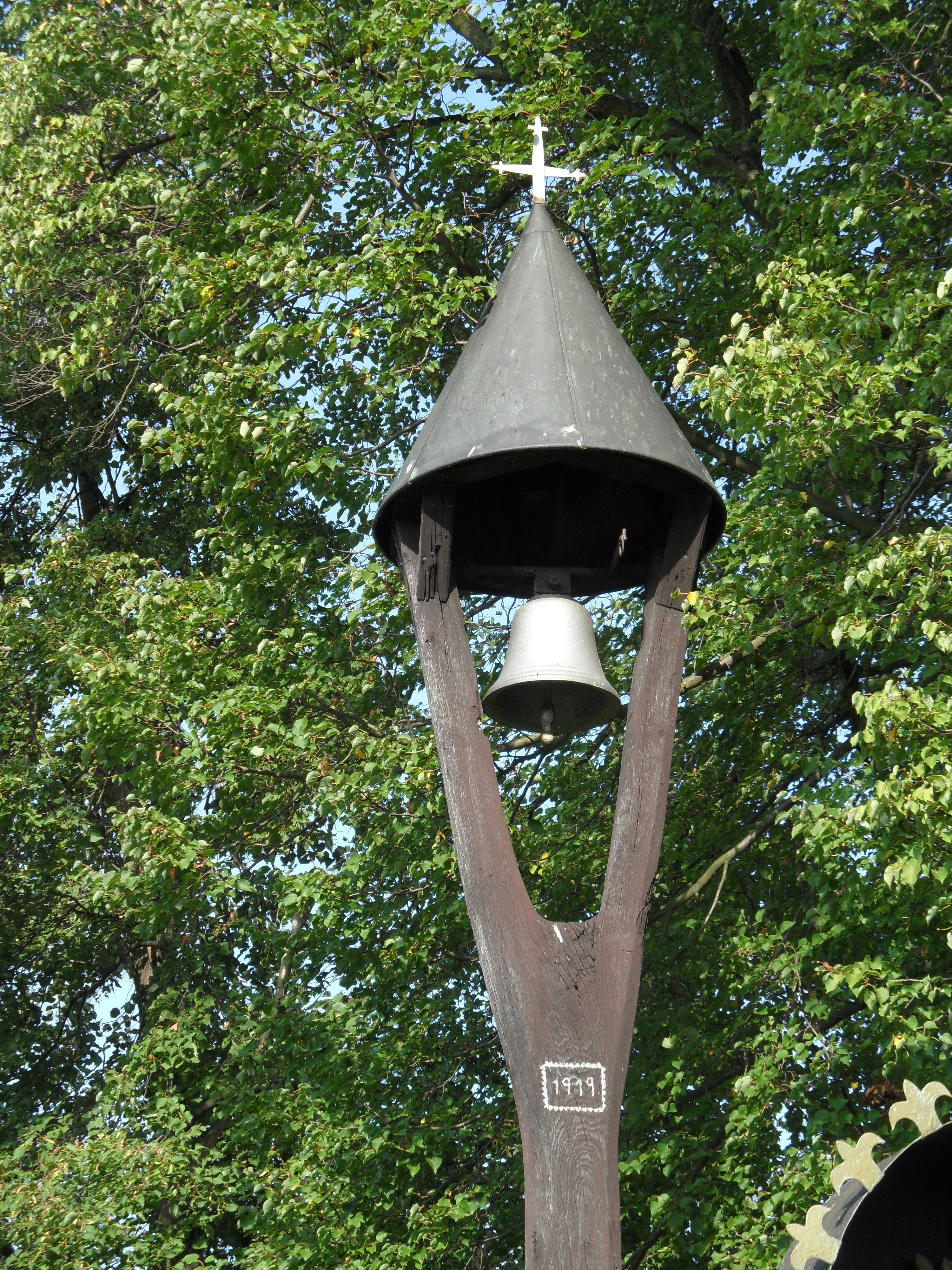
Detail zvoničky
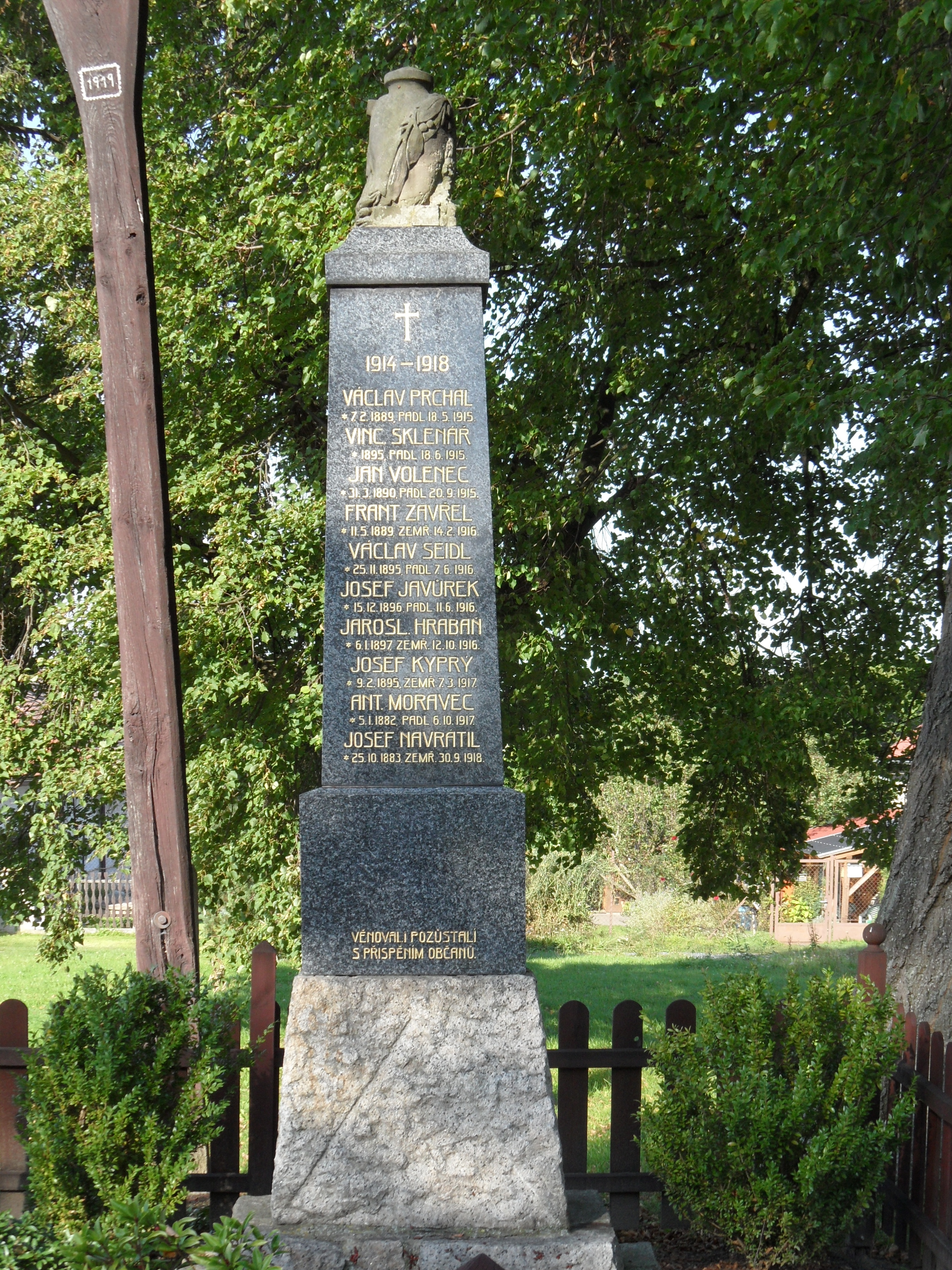
Památník obětem 1. světové války
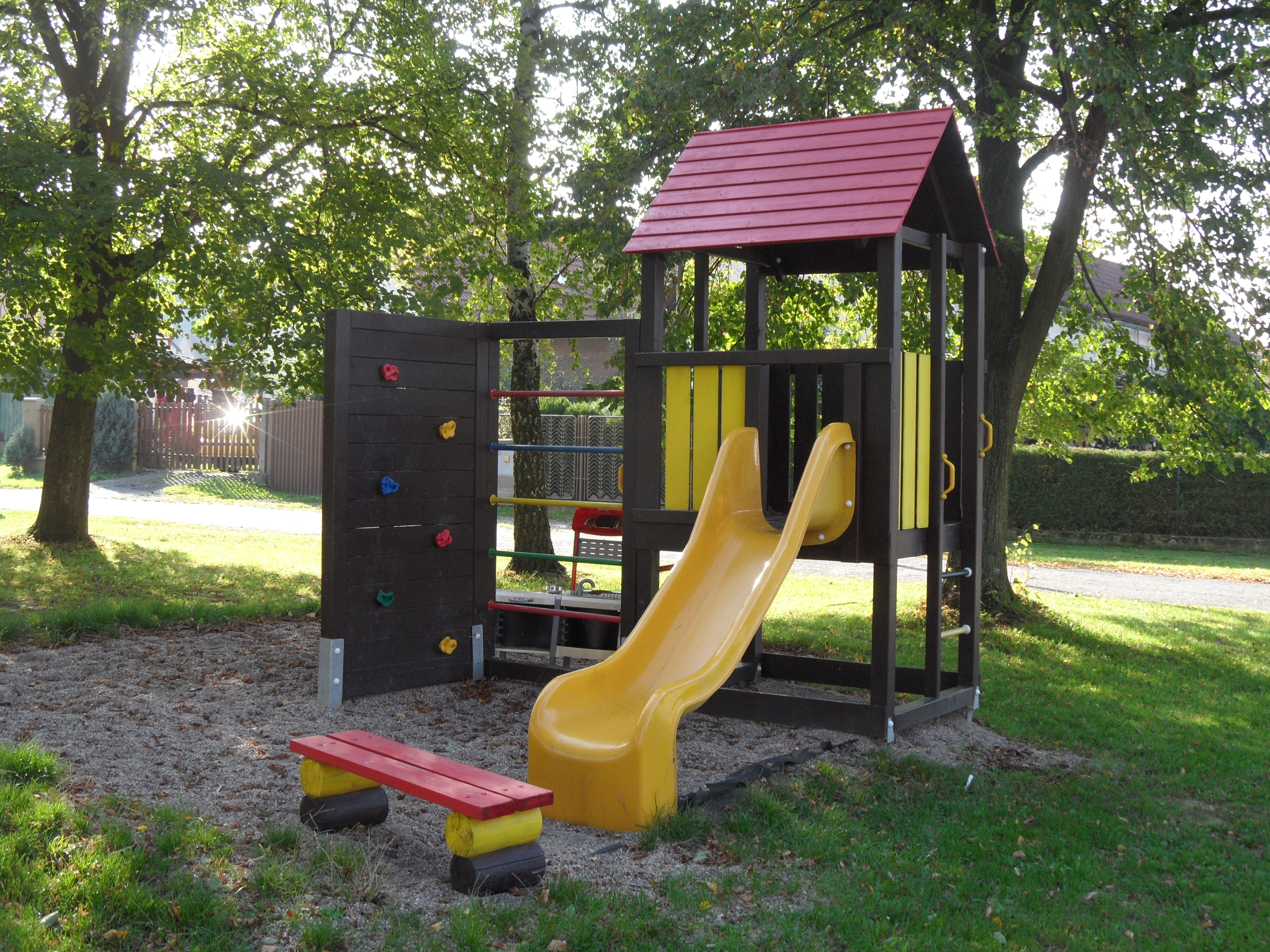
Dětské hřiště